# 波士顿学院老鹰队
波士顿学院老鹰队（英語：Boston College Eagles）代表波士顿学院参加国家大学体育协会（NCAA）的多项赛事。波士顿学院是大东联盟的创始成员之一。2005年起，学校开始加入大西洋沿岸联盟。

## 全国冠军
波士顿学院历史上曾获得过五次NCAA全国冠军：
- 男子（5次）
  - 冰球（5次）：1949年、2001年、 2008年、2010年、2012年